# 683
683 (DCLXXXIII) je bilo navadno leto, ki se je po julijanskem koledarju začelo na četrtek.

## Dogodki
- 1. januar

## Rojstva
- Bilge kagan, četrti kagan Drugega turškega kaganata († 734)
- I Sin, kitajski astronom, budistični menih († 727)